# 680-talet

## Händelser
- 3 januari 682 - En Venuspassage inträffar.
- 682 - På grund av torka, översvämning, gräshoppor och epidemier utbryter en stor hungersnöd i flera kinesiska huvudstäder som Chang'an (primär huvudstad) och Luoyang (sekundär huvudstad). Matbristen driver upp spannmålspriserna till oöverträffade höjder, vilket innebär nedgång för en tidigare framgångsrik epok under kejsarna Taizong och Gaozong.
- 7 september 684 – En stor komet syns i Japan, vilket är Japans äldsta noterade observation av Halleys komet).

## Födda
- 682 – Klodvig IV, kung av Neustrien, kung av Burgund och kung av Austrasien.
- 683 – Childebert III, kung av Neustrien och kung av Burgund.
- 685 – Leo III, kejsare av Bysantinska riket.
- 685 - Pelayo av Asturien, grundare och kung av kungariket Asturien.

## Avlidna
- 28 juni 683 – Leo II, påve.
- 8 maj 685 – Benedictus II, påve.
- 685 – Konstantin IV, kejsare av Bysantinska riket.
- 2 augusti 686 – Johannes V, påve.
- 21 september 687 – Konon, påve.